# فرانتس یوزف لاوفر
فرانتس یوزف لاوفر (انگلیسی: Franz-Josef Laufer؛ زادهٔ ۱ سپتامبر ۱۹۵۲) بازیکن فوتبال اهل آلمان است.
از باشگاه‌هایی که در آن بازی کرده‌است می‌توان به باشگاه فوتبال بوخوم و باشگاه فوتبال شوارتز-وایس اسن اشاره کرد.